# Terebinthaceae
Terebinthaceae is een botanische naam, voor een familie van tweezaadlobbige planten. De naam is gebaseerd op de onwettige naam Terebinthus, een synoniem voor Pistacia, en is daarom zelf ook onwettig (ze mag dus niet gebruikt worden). Indertijd (voor er formele regels voor botanische namen waren) werd de naam gebruikt in het systeem van De Candolle voor een familie die deel uitmaakte van de Calyciflorae. De correcte naam (die dus gebruikt hoort te worden) is Anacardiaceae.